# Donna di Isdal

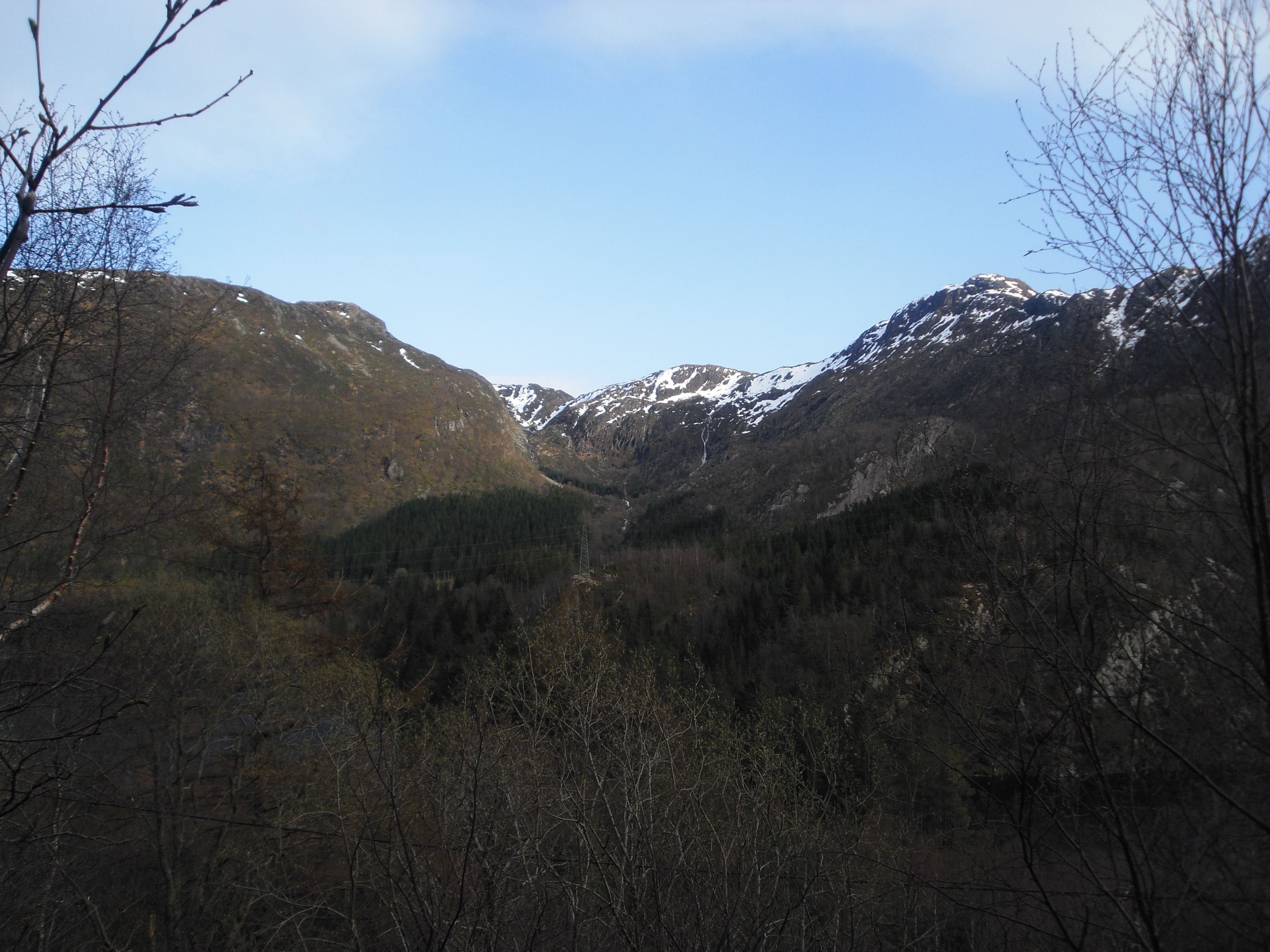
Isdalen, valle dove la donna fu ritrovata.

La donna di Isdal (in norvegese Isdalskvinnen) è una donna trovata morta e mai identificata a Isdalen, valle presso Bergen, in Norvegia, il 29 novembre 1970. Considerato uno dei più grandi misteri della Norvegia, il caso è oggetto di numerose congetture e teorie da numerosi anni.

## Storia

### La scoperta
Nel pomeriggio del 29 novembre 1970 un uomo e le sue due figlie erano impegnati in un'escursione alle pendici della parete nord del Monte Ulriken, in una zona conosciuta come Isdalen ("valle di ghiaccio" in norvegese), quando si imbatterono nel corpo di una donna parzialmente carbonizzata, nascosto tra alcune rocce, nella cosiddetta "valle della morte". Il 5 febbraio 1971 alla donna mai identificata fu data sepoltura con rito cattolico in una tomba senza nome nel cimitero della chiesa di Møllendal a Bergen.

### Le indagini
Accanto al cadavere furono ritrovate dodici pillole di fenobarbital (il cui nome commerciale era Fenemal), un pranzo al sacco, una bottiglia vuota di liquore St. Hallvards, due bottiglie di plastica che emanavano odore di benzina e un cucchiaio di argento con inciso un monogramma parzialmente rimosso; gli investigatori trovarono inoltre anche un passaporto bruciato. L'autopsia rivelò che la donna era morta per intossicazione da barbiturici e da monossido di carbonio e le analisi del sangue mostrarono che aveva ingerito almeno cinquanta pillole di sonnifero. Il volto era bruciato e irriconoscibile, il collo presentava diverse ferite, probabilmente da taglio, e le impronte digitali erano state rimosse. I denti indicavano che era stata dal dentista in Estremo Oriente, in Europa centrale o meridionale oppure in America meridionale.
Fu realizzato un identikit in base alle descrizioni dei testimoni e all'autopsia, che fu pubblicato sulla stampa norvegese e circolò in molti paesi grazie all'Interpol. Alla stazione ferroviaria di Bergen furono ritrovate due valigie appartenenti alla donna: in una la polizia rinvenne 500 marchi tedeschi, dei vestiti (da cui erano state rimosse le etichette), la ricetta medica di una crema (in cui erano stati cancellati sia il nome del medico sia la data), 130 corone norvegesi, cucchiaini d'argento simili a quello ritrovato accanto al cadavere, impronte parziali su un paio di occhiali e alcuni appunti; questi ultimi si rivelarono essere le date e i luoghi visitati dalla donna in codice; tra gli indumenti vi era anche un abito insolito, dal quale si dedusse che si vestisse con abbigliamento seducente.
Nei bagagli fu rinvenuta anche una cartolina opera di un fotografo italiano, il quale, interrogato dalla polizia, dichiarò di averla regalata alla donna all'Hotel Alexandra di Loen e che avevano cenato insieme; affermò inoltre che gli aveva rivelato di provenire da un piccolo paese a nord di Johannesburg, in Sudafrica, e che aveva sei mesi per visitare i luoghi più belli della Norvegia; questo filone di indagine, tuttavia, si rivelò inconcludente. Tutte le etichette erano state rimosse dai vestiti e dai bagagli.
La polizia scoprì che la donna aveva viaggiato per l'Europa e la Norvegia con almeno otto passaporti falsi e decretò infine che si trattò di un caso di suicidio. Nel 2016 è stato ricavato un profilo del DNA dai denti della donna, che - unitamente alla perizia calligrafica - rivela origini europee, probabilmente francesi. L'anno successivo analisi degli isotopi ai denti hanno portato a concludere che la donna avesse trascorso l'infanzia in Europa orientale o centrale e l'adolescenza in un luogo più a occidente.
Cosa si sa dei suoi viaggi:
- 20 marzo 1970 - viaggia da Ginevra a Oslo
- 21-24 marzo 1970 - soggiorna all'Hotel Viking di Oslo con il nome di "Genevieve Lancier".
- 24 marzo - vola da Oslo a Stavanger, prende il battello per Bergen, pernotta all'Hotel Bristol con il nome "Claudia Tielt".
- 25 marzo-1º aprile- soggiorna all'hotel Scandia di Bergen, sempre come "C. Tielt"
- 1 aprile - viaggio da Bergen a Stavanger, e poi a Kristiansand, Hirtshals, Amburgo e Basilea. Questa è l'ultima traccia di lei in Norvegia fino al suo ritorno sei mesi dopo.
- 3 ottobre- viaggio da Stoccolma a Oslo e poi a Oppdal.
- 22 ottobre - soggiorna presso l'hotel Altona a Parigi
- 23-29 ottobre - soggiorni all'Hotel de Calais a Parigi
- 29-30 ottobre - va da Parigi a Stavanger e poi a Bergen
- 30 ottobre-5 novembre - soggiorna all'hotel Neptun di Bergen con il nome "Alexia Zerner-Merches"; incontra un uomo sconosciuto in hotel.
- 6-9 novembre - si reca a Trondheim e soggiorna all'hotel Bristol con il nome di "Vera Jarle".
- 9 novembre - si reca a Oslo e poi a Stavanger dove alloggia all'Hotel St. Svitun con il nome "Fenella Lorch".
- 18 novembre - va con la barca Vingtor a Bergen dove soggiorna all'hotel Rosenkrantz usando il nome "Elisabeth Leenhower" dal Belgio.
- 19-23 novembre - soggiorna all'hotel Hordaheimen, sta molto nella stanza e sembra vigile.
- 23 novembre - esce dall'hotel la mattina, paga in contanti e va alla stazione ferroviaria dove deposita 2 bagagli in una cassetta di sicurezza.
- 29 novembre - viene trovata senza vita a Isdalen.

### Le descrizioni dei testimoni e l'itinerario

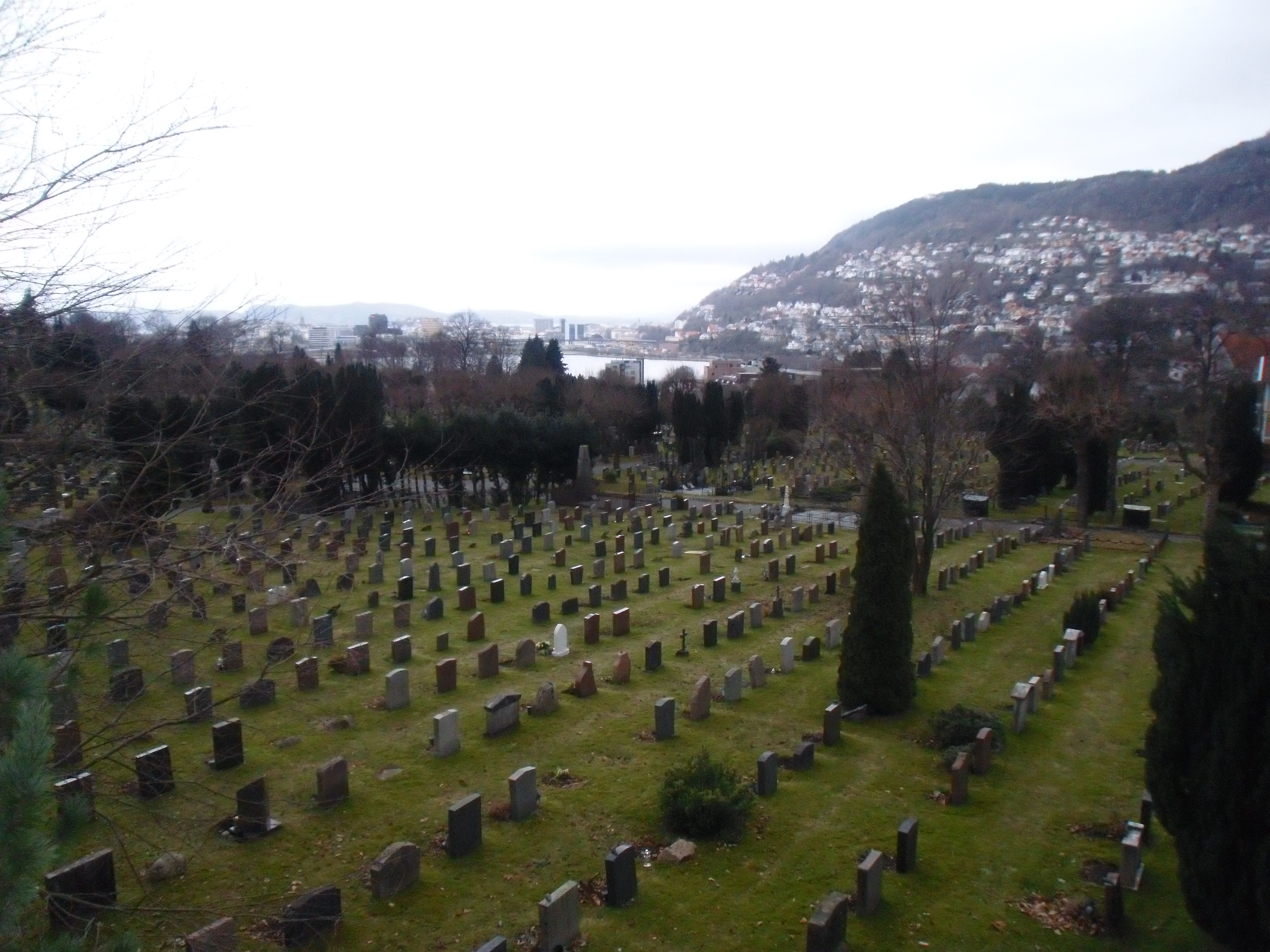
Il cimitero di Møllendal, dove la "donna di Isdal" è sepolta.

Coloro che l'avevano incontrata fornirono una descrizione della donna: indossava una parrucca e parlava francese, tedesco, inglese e olandese; aveva soggiornato in diversi alberghi di Bergen, cambiando ripetutamente camera dopo il check-in. Raccontava al personale di essere una commessa viaggiatrice e collezionista di antiquariato e ordinava sempre porridge con latte. Un testimone sostenne di aver udito la donna dire a un uomo in hotel: «Ich komme bald» ("torno presto" in tedesco).
L'ultimo albergo in cui alloggiò fu l'Hotel Hordaheimen, nella stanza n. 407, dal 19 al 23 novembre. Il personale riferì alla polizia che era di bella presenza e alta all'incirca 1,64 m, con fianchi larghi e occhi piccoli, di età apparente fra i trenta e i quarant'anni; notò inoltre come fosse molto guardinga. Un altro ospite della struttura riferì che fumava sigarette della marca norvegese South State. Il 23 novembre, giorno in cui lasciò l'hotel, pagò il conto in contanti e richiese un taxi. Cosa le successe da allora al 29 novembre, giorno della scoperta del cadavere, non è mai stato chiarito.
Nel 2005 un residente di Bergen, che aveva ventisei anni nel 1970, raccontò a un giornale locale che, dopo aver visto l'identikit, sospettò che la donna fosse quella che aveva incontrato cinque giorni prima del ritrovamento, mentre faceva un'escursione a Fløyen: era vestita in abiti leggeri, più adatti per la città che per la montagna, ed era accompagnata da due uomini in cappotto e di aspetto "meridionale"; sembrava che volesse comunicare qualcosa, ma gli accompagnatori glielo impedirono. Si recò da un conoscente nella polizia per riferirlo, ma gli fu detto di dimenticare il fatto.
Nel 2016 l'emittente di stato norvegese NRK ha incaricato l'artista americano Stephen Missal di realizzare sei nuovi ritratti della donna, che sono stati mostrati ai testimoni che la avevano incontrata.